# (4143) Huziak
(4143) Huziak est un astéroïde de la ceinture principale.

## Description
(4143) Huziak est un astéroïde de la ceinture principale. Il fut découvert le 29 août 1981 à Socorro (Nouveau-Mexique) par Laurence G. Taff. Il présente une orbite caractérisée par un demi-grand axe de 3,09 UA, une excentricité de 0,19 et une inclinaison de 2,0° par rapport à l'écliptique.

## Compléments